# Trichofagia
Trichofagia – kompulsywny nawyk zjadania włosów. Zazwyczaj przeżuwane są wciąż jeszcze rosnące długie włosy, nie wyrwane, po czym są odgryzane i połykane. Włosy, zjadane w nadmiarze, gromadzą się w przewodzie pokarmowym, z czasem mogąc wywoływać objawy niestrawności i bóle. By pozbyć się skołtunionych, zbitych w kulę włosów (bezoar), podaje się środki przeczyszczające, ale czasami wymagana jest interwencja chirurgiczna. 
Trichofagia towarzyszy czasem trichotillomanii.